# Дужик Євген Євгенович
Євге́н Євге́нович Ду́жик (28 травня 1989 — 14 лютого 2015) — молодший сержант Збройних сил України, учасник російсько-української війни.

## Бойовий шлях
Служив за контрактом з січня 2012 року. Командир гармати, 55-та окрема артилерійська бригада.
14 лютого 2015 загинув о 23:40 — за 20 хвилин до початку «режиму припинення вогню» — внаслідок артилерійського обстрілу, вчиненого терористами під Дебальцевим.
Без Євгена лишились батьки, сестра, дружина, чотирирічний син, новонароджена донька.
Похований у місті Запоріжжя на військовому кладовищі (вул. Солідарності).

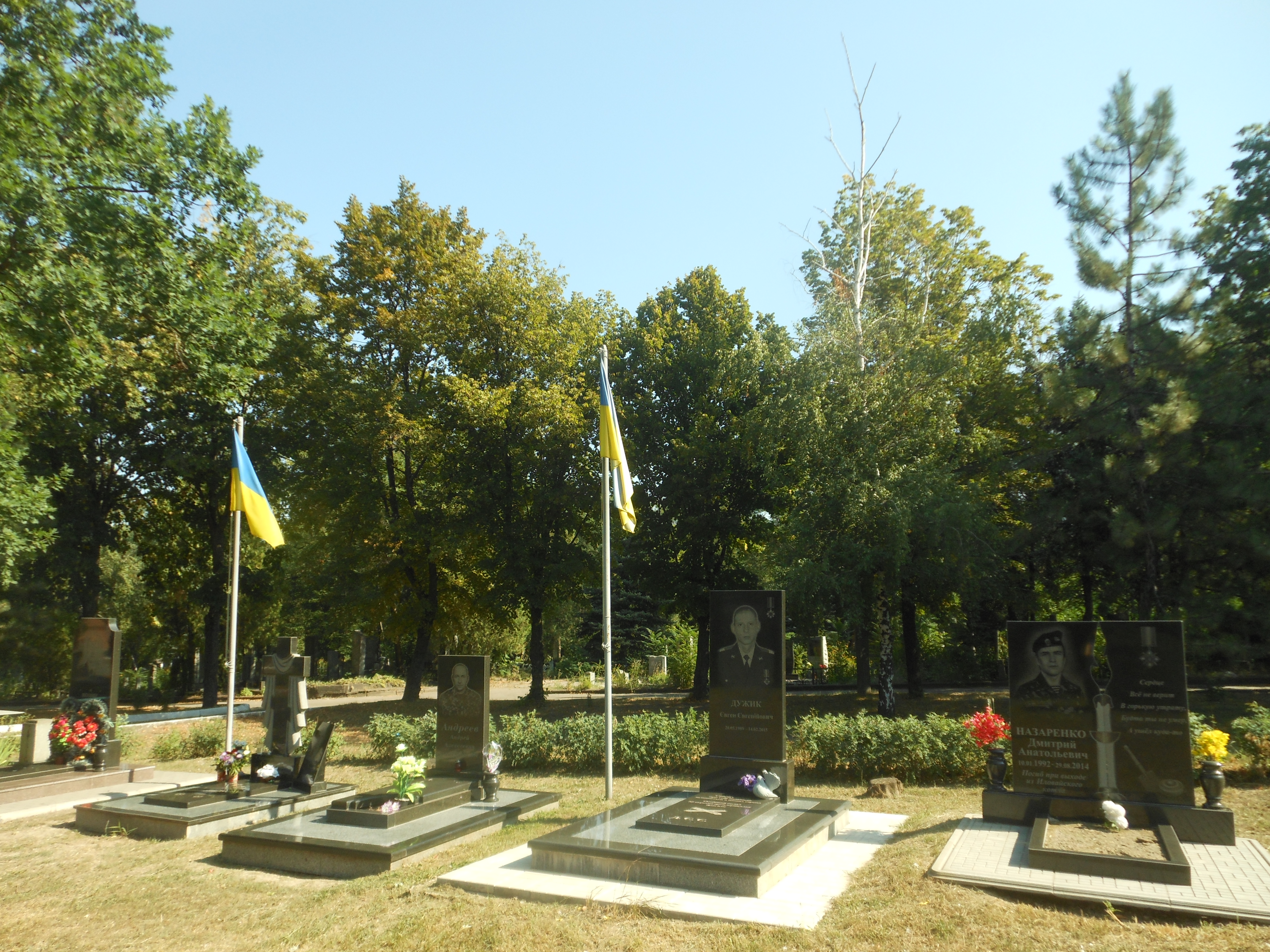

## Нагороди та вшанування
За особисту мужність і героїзм, виявлені у захисті державного суверенітету та територіальної цілісності України, вірність військовій присязі під час російсько-української війни, відзначений — нагороджений
- орденом «За мужність» III ступеня (посмертно)
- у травні 2017 року на будівлі училища, яке закінчив Євген, відкрито меморіальну дошку його честі.